# Castiglione del Lago
Castiglione del Lago este o comună din provincia Perugia, regiunea Umbria, Italia, cu o populație de 15.137 locuitori (1 ianuarie 2023) și o suprafață de 205,26 km².

## Demografie
Castiglione del Lago - evoluția demografică

|  | Graficele sunt indisponibile din cauza unor probleme tehnice. Mai multe informații se găsesc la Phabricator și la wiki-ul MediaWiki. |

Date: Recensăminte sau birourile de statistică - grafică realizată de Wikipedia